# Chaitanya Tamhane
Chaitanya Tamhane (Mumbai, 1º marzo 1987) è un regista e sceneggiatore indiano.

## Biografia
Ha cominciato a lavorare nell'industria a 17 anni redigendo i copioni di alcune soap opera della rete Balaji Telefilms, spendendo poi i soldi così guadagnati in DVD e altri modi per acculturarsi sul cinema.
Ha esordito alla regia di un lungometraggio nel 2014 col dramma indipendente Court, sul sistema burocratico-giudiziario indiano; presentato alla 71ª Mostra del cinema di Venezia, vi ha vinto i massimi riconoscimenti a cui poteva ambire, il Leone del futuro per la miglior opera prima ed il premio Orizzonti per il miglior film. Oltre che per il suo tema, ha suscitato interesse in patria vincendo a sorpresa i National Film Awards, tra i principali premi cinematografici indiani, contro diversi film di Bollywood. Il film è stato poi scelto per rappresentare l'India come miglior film straniero ai premi Oscar 2016.
Nel 2016 Tamhane è stato membro della giuria di Orizzonti alla 73ª Mostra del cinema di Venezia. Nel 2017 è stato scelto dalla Rolex per partecipare al loro laboratorio Master & Protégé, assistendo il regista Alfonso Cuarón sul set del suo film Roma.
Cuarón gli ha poi fatto da produttore esecutivo per il suo film successivo, The Disciple, un dramma sulla musica classica indiana: il film è stato nuovamente presentato alla Mostra del cinema di Venezia, per la prima volta in concorso per un film indiano dai tempi di Monsoon Wedding (2001), valendo a Tamhane il premio per la migliore sceneggiatura.

## Filmografia

### Regista e sceneggiatore
- Six Strands - cortometraggio (2011)
- Court (2014)
- The Disciple (2020)

### Montatore
- The Disciple (2020)

## Riconoscimenti
- Mostra internazionale d'arte cinematografica di Venezia
  - 2014 – Leone del futuro - Premio Venezia opera prima "Luigi De Laurentiis" per Court
  - 2014 – Premio Orizzonti per il miglior film per Court
  - 2020 – Premio Osella per la migliore sceneggiatura per The Disciple
  - 2020 – Premio FIPRESCI per The Disciple
  - 2020 – In competizione per il Leone d'oro al miglior film per The Disciple